# Lucia Sedláčková
Lucia Sedláčková (* 7. Juni 1999 in Bratislava) ist eine slowakische Volleyballspielerin.

## Karriere

### Vereinskarriere
Zur Saison 2014/15 stieg Lucia Sedláčková als 15-Jährige in die erste Mannschaft von VŠK Paneurópa Bratislava auf und kam in der Extraliga, der höchsten Liga im slowakischen Frauenvolleyball, in sechs Spielen zum Einsatz. Nachdem sie in der darauffolgenden Saison für ŠŠK Bilíková Bratislava und die slowakische Nachwuchsmannschaft COP Nitra gespielt hatte, wechselte sie zur Saison 2016/17 zum slowakischen Rekordmeister VK Slávia Bratislava. Direkt in der ersten Saison gewann sie mit ihrer neuen Mannschaft das Double aus slowakischer Meisterschaft und slowakischen Pokal. Nach zwei Spielzeiten bei Slávia wechselte sie innerhalb der Slowakei zum VTC Pezinok und verbrachte dort drei Spielzeiten. In den drei Spielzeiten belegte sie mit ihrer Mannschaft einmal den dritten und einmal den zweiten Platz in der slowakischen Meisterschaft. Wahren die Extraliga in der Saison 2019/20 aufgrund der COVID-19-Pandemie vorzeitig abgebrochen wurde, konnte Lucia Sedláčková mit dem VTC Pezinok in dieser Saison den slowakischen Pokal gewinnen.
Zur Saison 2021/22 wechselte sie erstmals ins Ausland und schloss sich in Frankreich Entente Saint-Chamond Volley an. Für die Mannschaft spielte sie in der drittklassigen Liga Nationale 2. Nach nur einer Saison kehrte sie wieder in die Slowakei zurück und schloss sich dem Volley project UKF Nitra an. Mit der Mannschaft aus Nitra wurde sie in der Saison 2023/24 slowakischer Vizemeister, nachdem man sich im Playoff-Finale VK Slávia Bratislava nach Spielen mit 1:3 geschlagen geben musste.

### Nationalmannschaftskarriere
Nachdem sie bereits die slowakischen Jugend-Nationalmannschaften durchlief, debütierte sie unter Nationaltrainer Marek Rojko am 28. Mai 2016 im Alter von 16 Jahren für die slowakische Nationalmannschaft bei einem Freundschaftsspiel gegen Slowenien in Maribor. Seitdem absolvierte sie (Stand: 2024) neun Länderspiele für ihr Heimatland.